# Kanamycyna
Kanamycyna (łac. Kanamycinum) – antybiotyk aminoglikozydowy, wytwarzany w oparciu o mikroorganizmy z gatunku Streptomyces kanamyceticus. Mikroorganizmy te wyizolowali z hodowli bakterii glebowych po raz pierwszy w 1956 japońscy badacze pod kierunkiem Hamao Umezawy; nadana przez nich nazwa gatunkowa (oraz nazwa antybiotyku) wywodzi się od japońskiego wyrazu kana, oznaczającego barwę złotą – taką ma kolonia Streptomyces kanamyceticus.
Kanamycyna odznacza się silną bakteriobójczością, szczególnie wobec bakterii Gram-ujemnych (w tym pałeczki okrężnicy, pałeczki zapalenia płuc, Proteus spp., Neisseria spp., Pasteurella multocida) i niektórych Gram-dodatnich (na przykład Corynebacterium spp., Bacillus anthracis, gronkowców). Znajduje zastosowanie, m.in. w zakażeniach szpitalnych, posocznicy, a także w lecznictwie weterynaryjnym.

## Preparaty
- Kanavet